# Acacia spirorbis
Acacia spirorbis  es una especie arbustiva o arbórea perennifolia de la familia de las leguminosas (Fabaceae).

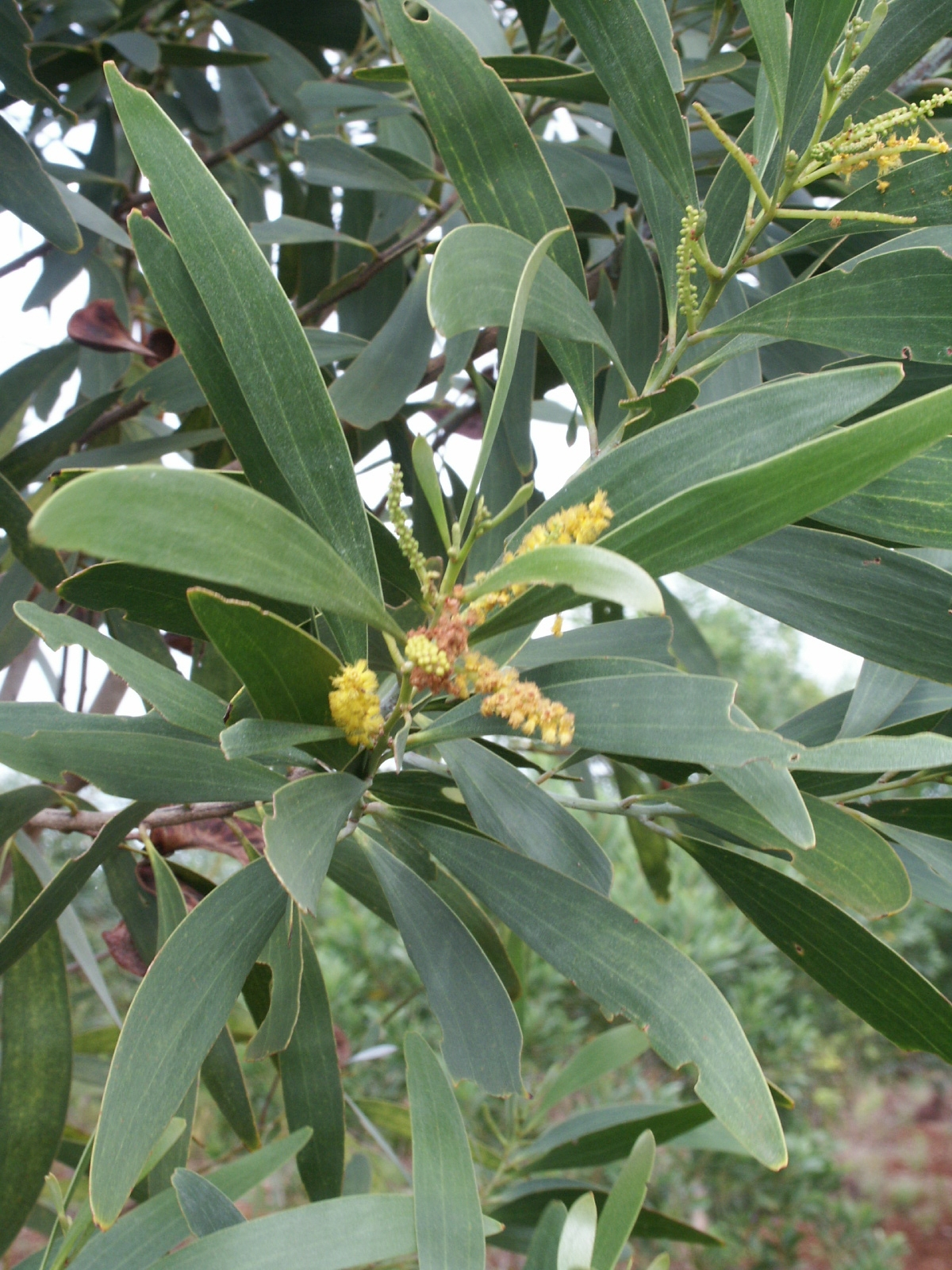
Detalle de las hojas

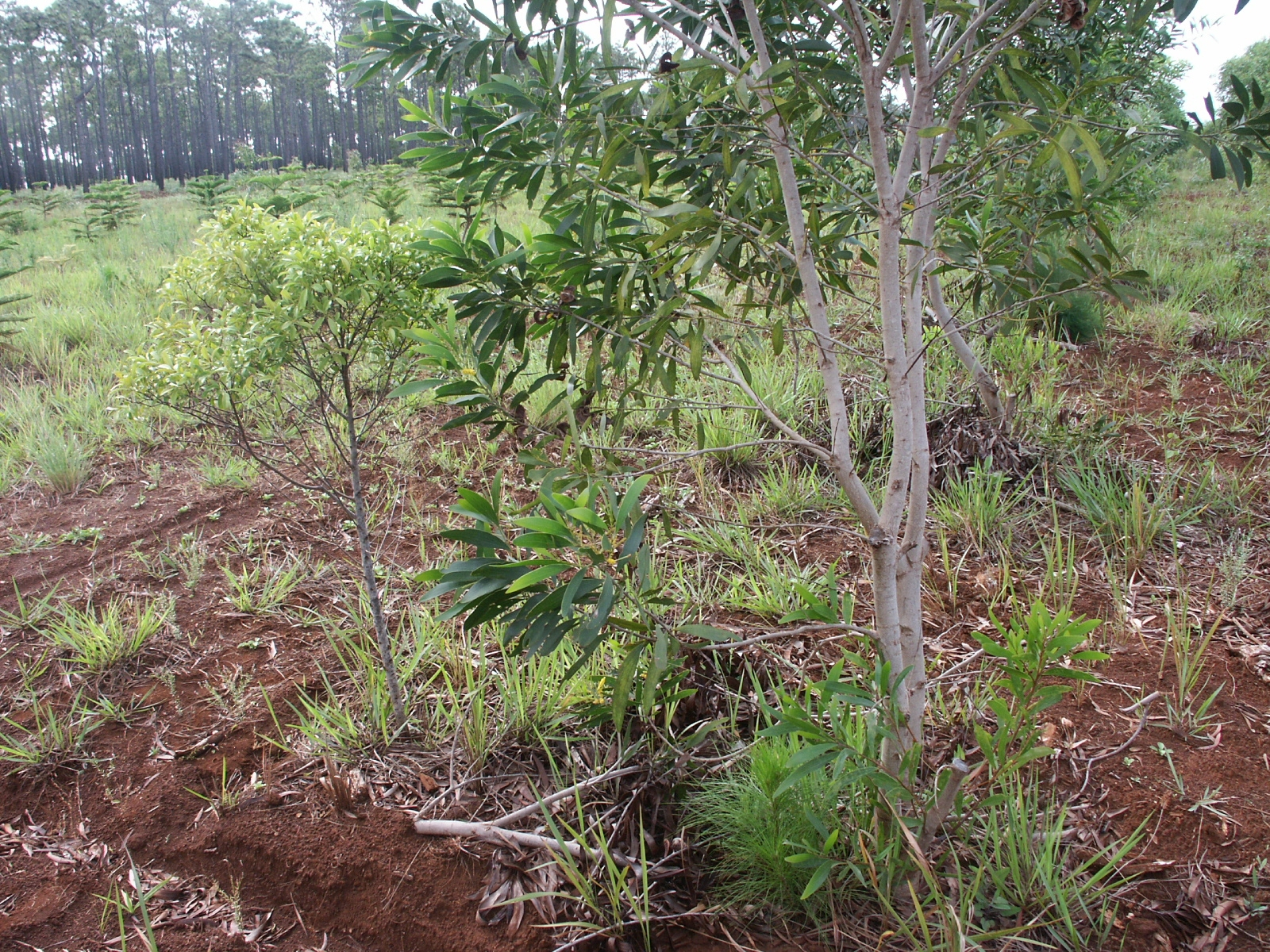
Planta joven

## Descripción
Es un arbusto, a veces un árbol de hasta 10 m de altura. El tronco es corto y, a menudo torcido. Su diámetro rara vez supera los 40 cm. Las ramas son numerosas. La corteza es gruesa de 1,5 cm de color marrón, dura y agrietada ampliamente. Las hojas, de color verde oliva, consiste son oblongas  de 6 cm a 12 cm de largo y 0,5 cm de 1,5 cm de ancho, curvadas en el extremo. Las flores, amarillas, se agrupan en inflorescencias  de 5 cm, en las hojas jóvenes axilares. Los frutos son vainas envueltas en un círculo o semicírculo. Contienen algunas semillas de color marrón, planas de 2 × 3 mm . 

## Distribución y hábitat

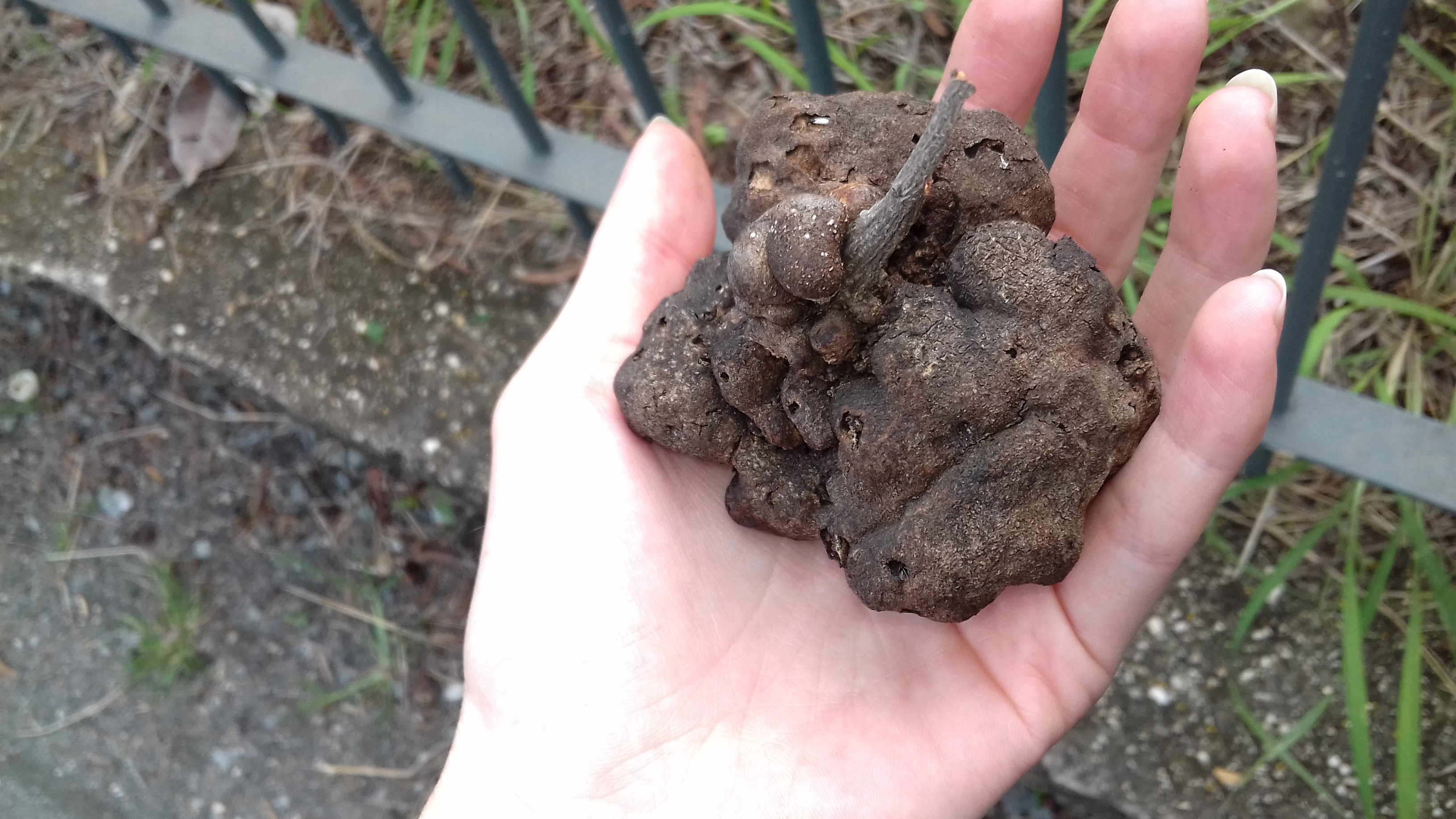
Gall desprendida de una rama de Acacia spirorbis, Nouméa, Nueva Caledonia.

Esta especie está muy extendida en toda Nueva Caledonia, en cualquier tipo de suelo, con una preferencia en las tierras aluviales. Es una especie gregaria, con frecuencia cada vez mayor, se encuentra  en los rodales puros de formaciones esclerófilas comunes y abundantes en los matorrales y sabanas con Melaleuca quinquenervia.
Es particularmente resistente a los incendios frecuentes en estas formaciones. Esto, además, ayuda a su propagación, ya que la germinación de la semilla es estimulada por el calor.

## Taxonomía
Acacia spirorbis fue descrita por Jacques Julien Houtton de La Billardière y publicado en Enumeratio Plantarum Horti Regii Berolinensis Altera 2: 445. 1822.
Etimología
Ver: Acacia: Etimología
Subespecies
- Acacia spirorbis subsp. solandri (Benth.) Pedley (identificado en la costa este de Australia)[3]
- Acacia spirorbis subsp. spirorbis Benth.[4]

Sinonimia
- Racosperma spirorbe' (Labill.) Pedley	[5]